# Comet (Automarke)
Comet war eine US-amerikanische Automobilmarke, die zwischen 1946 und 1948 von der General Developing Company in Ridgewood (New York) gebaut wurde.
Der Comet war ein offener Roadster mit drei Rädern, zwei Sitzplätzen und einem  großen Kofferraum mit hoher Haube. Die beiden Hinterräder wurden von einem luftgekühlten Einzylindermotor angetrieben, der unter dem Kofferraum eingebaut war und 4 ½ bhp (3,3 kW) Leistung entwickelte. Das Fahrgestell bestand aus Stahlrohren; die Räder hatten Drahtspeichen und der Aufbau war aus Kunststoff. Das ganze Gefährt war 2.896 mm lang und wog nur 79 kg. Der Verkaufspreis lag bei US$ 500,– für den fertig montierten Wagen und US$ 350,– für den Bausatz.

## Quelle
- John Gunnell: Standard Catalog of American Cars 1946–1975. Krause Publications Inc., Iola, Wisconsin 2002, ISBN 0-87349-461-X.
- George Nick Georgano (Chefredakteur): The Beaulieu Encyclopedia of the Automobile. Volume 1: A–F. Fitzroy Dearborn Publishers, Chicago 2001, ISBN 1-57958-293-1, S. 327. (englisch)